# Конвой Палау — Рабаул (05.08.43 — 12.08.43)
Конвой Палау — Рабаул (05.08.43 — 12.08.43) — японський конвой часів Другої світової війни, проведення якого відбувалось у серпні 1943 року.
До складу конвою увійшли транспорти «Кіне-Мару» (Kine Maru), «Казуура-Мару», «Нішіяма-Мару» та ще одне неідентифіковане судно. Ескорт забезпечували мисливці за підводними човнами CH-16 та CH-17.
5 серпня 1943 року судна вийшли з Палау (важливий транспортний хаб у західній частині Каролінських островів) та попрямували до Рабаула — розташованої на острові Нова Британія головної передової бази японців у архіпелазі Бісмарка, з якої вони провадили операції на Соломонових островах та сході Нової Гвінеї.
У цей період ворожа авіація ще не атакувала комунікації до архіпелагу Бісмарка, проте на них традиційно діяли підводні човни. Утім, конвой зміг пройти без втрат та 12 серпня прибув до Рабаула.